# Bryan Habana
Bryan Gary Habana (* 12. Juni 1983 in Benoni, Südafrika) ist ein südafrikanischer Rugby-Union-Spieler. Er spielt als Außendreiviertel für die südafrikanische Rugby-Union-Nationalmannschaft. Diese Position vertritt er auch für die Blue Bulls im südafrikanischen Currie Cup und für die Bulls im Super 14. Im Jahr 2007 wurde er mit der Nationalmannschaft Weltmeister und stellte dabei mit acht Versuchen den bis dahin gültigen Rekord für die meisten bei einer Weltmeisterschaft erzielten Versuche von Jonah Lomu aus dem Jahr 1999 ein. Im gleichen Jahr wurde Bryan Habana vom International Rugby Board zum Spieler des Jahres ernannt. Mit den Blue Bulls gewann er darüber hinaus 2006 den Currie Cup und mit den Bulls 2007 und 2009 die Super 14.
Im Jahr 2009 gewann er mit Südafrika die Testserie gegen die British and Irish Lions. Bei der WM 2015 übernahm er von Jonah Lomu den Spitzenplatz in der Rangliste der Spieler mit den meisten Versuchen bei Weltmeisterschaften.
Bryan Habana setzt sich außerhalb des Rugbysports für den Schutz von Tieren ein. Im April 2007 wurde ein 100-Meter-Sprintduell zwischen ihm, der diese Distanz in 10,4 Sekunden laufen kann, und einem Geparden veranstaltet, um auf die Bedrohung dieser Tierart hinzuweisen.